# Силур
Силур је трећа од шест геолошких периода палеозоикa, која је трајала од краја Ордовицијума (пре око 443,7 ± 1,5 милиона година) до почетка Девона (пре око 416.0 ± 2,8 милиона година). Као и код осталих геолошких периода може се релативно прецизно одредити почетак и крај периоде, али за догађаје током периоде није познато потпуно прецизно време одигравања, тако да они могу да варирају у распону од неколико милиона година. Најбитнији догађај за Силур је масовно изумирање на самом почетку ове периоде када је око 60% морских врста нестало.

## Историја
Периоду Силур је почетком 1830-их први идентификовао британски геолог Родрик Мурчисон (енгл. Sir Roderick Impey Murchison) када је испитивао слој стена који садржи фосиле у јужном Велсу. Он је овој периоди дао име Силур по келтском племену које је живело у Велсу – Силури. Приликом давања имена следио је пример свог пријатеља Адама Седџвика (енгл. Adam Sedgwick) који је дао име Камбријуму. Два пријатеља су 1835. године објавила рад под називом „“. Овај рад је био основа за модерну геолошку временску скалу. У почетку је алтернативно име за Силур било Готланд, које је означавало слој на балтичком острву Готланд. 
Француски геолог Жошим Баранд (фр. Joachim Barrande) који се надовезао на Мурчинсонов рад је даље разрадио појам Силура и поделио га на епохе. Он је силурске стене у Бохемији (данашња Чешка) поделио на 8 епоха. Његову поделу је 1854. године довео у питање Едвард Форбс (енгл. Edward Forbes). Он је доказао да су Барондове касније епохе (шеста, седма и осма) у ствари Девон. Упркос променама у оригиналном Барондовом систему, признаје му се успостављање Бохемије као класичног тла за испитивање најранијих фосила.

## Подела
Силур се дели на четири епохе:
1. Ландовери
2. Венлок
3. Ладлоу и
4. Придолиј

| Периода   | Епоха     | Век         | Почетак (Ma) | Крај (Ma) |
| --------- | --------- | ----------- | ------------ | --------- |
| Силур     |           |             |              |           |
| Придолиј  | Придолиј  | 423,0 ± 2,3 | 419,2 ± 3,2  |           |
| Ладлоу    | Лудфордиј | 425,6 ± 0,9 | 423,0 ± 2,3  |           |
| Ладлоу    | Горстиј   | 427,4 ± 0,5 | 425,6 ± 0,9  |           |
| Венлок    | Хомериј   | 430,5 ± 0,7 | 427,4 ± 0,5  |           |
| Венлок    | Шејнвудиј | 433,4 ± 0,8 | 430,5 ± 0,7  |           |
| Ландовери | Телихиј   | 438,5 ± 1,1 | 433,4 ± 0,8  |           |
| Ландовери | Аерониј   | 440,8 ± 1,2 | 438,5 ± 1,1  |           |
| Ландовери | Руданиј   | 443,8 ± 1,5 | 440,8 ± 1,2  |           |

Ландовери епоха је трајала од пре 443,7 ± 1,5 милиона година до пре 428,2 ± 2,8 милиона година. Ова епоха је подељена на 3 ката: Радан (трајало до пре 439 милиона година), Аерон (трајао до пре 436 милиона година) и Телицијум. Епоха је добила име по граду Ландовери (Llandovery) у Велсу. 
Венлок епоха је трајала од пре 428,2 ± 1,5 милиона година до пре 422,9 ± 2,8 милиона година. Дели се на два ката: Шејнвуд (до пре око 426,2 милиона година) и Хемер. Епоха је добила име по кањону Венлок (Wenlock) у Енглеској. Током Венлока је забележена појава најстарије васкуларне биљка из рода Cooksonia. Комплексност нешто млађих биљака са копна Гондване као што су биљке рода Baragwanathiaдоводи до претпоставке да су васкуларне биљке знатно старије и да су настале почетком силура, можда чак и у Ордовицијуму. 
Ладлоу епоха је трајала од пре 422,9 ± 1,5 милиона година до пре 418,7 ± 2,8 милиона година, обухвата два ката: Горст (трајало до пре 421,3 милиона година) и Лудфорд. Епоха је добила име по граду Ладлоу у Енглеској. 
Придоли епоха је трајала од пре 418,7 ± 1,5 милиона година до пре 416 ± 2,8 милиона година. Ово је последња и најкраћа епоха Силура. Добила је име по једном локалитету у природном резервату Хомолка Придоли (Homolka a Přídolí) у близини Прага.

## Географија
На планети Земљи се почетком Силура налазио један суперконтинент – Гондвана који се простирао око јужног пола и који је заузимао највећи део јужне хемисфере. Око екватора су се налазила 3 мала континента Авалонија, Лауренција и Балтика. Северни део Земљине полулопте је у највећој мери био прекривен океаном. Висок ниво мора током Силура и релативно равно копно (са неколико значајнијих планинских појасева) су узрок настанка бројних острвских архипелага, и плитких топлих мора, а тиме и великог диверзитета еколошких услова.
Током Силура, Гондвана је наставила споро кретање према југу и већим географским ширинама, међутим постоје докази да су ледене „капе“ и глечери на половима били мањи од оних који су постојели током глацијације крајем Ордовика. Јужни континенти су остали спојени током овог периода. Топљење глечера и ледених капа на половима је допринело повећању нивоа мора. Мањи континенти Авалонија, Балтика и Лауренција су се крајем Силура сударили око екватора и почели да формирају следећи суперконтинент – Лауразију. Судар је изазвао извијање приобалних седимената који су се таложили од Камбријума. Овај догађај је познат под називом Каледонијска орогенеза. Њиме су у приобалним слојевима данашње источне обале Северне Америке и западне Европе изврнути седименти који су се таложили од почетка Камбријума. Каледонијском орогенезом је настао планински ланац који се протезао од данашње државе Њујорк у САД, преко данашње западне Европе и Гренланда све до данашње Норвешке. Крајем Силура ниво мора поново опада.
Велики океан Панталаса је заузимао највећи део северне хемисфере. Остали мањи океани су били: два дела Тетис океана (прото-Тетис и палео-Тетис), Јапетус океан и новоформирани Уралски океан.

## Клима и ниво мора
Током Силура је владала релативно стабилна и топла температура, за разлику од екстремних глацијација током Ордовицијума и екстремног загревања које је уследило током Девона. Ниво мора је од ниског на почетку периоде константно растао до краја прве половине Силура. Потом је падао кроз остатак периоде, икако су повремено бележена мања одступања од овог општег тренда. Током Силура је највероватније било петнаест високих водостаја светског мора, а највиши ниво мора је вероватно за 140 m виши од најнижег. 
Током Силура Земља је ушла у дуготрајну топлу фазу проузроковану ефектом стаклене баште. Тада су топла и плитка мора покривала већи део екваторијалне копнене масе. На почетку периоде глечери су се повлачили према Јужном полу, док су средином Силура скоро у потпуности нестали. Периоду прати релативна стабилизација опште климе Земље чиме је завршена дотадашња нестабилност климе са честим осцилацијама. Слојеви фосилизираних сломљених љуштура шкољки су доказ да су током Силура, као и сада постојале снажне олује које су настајале у тропским пределима загревањем морске површине. Касније током Силура је просечна температура слабо опала, али на граници Силура и Девона, клима је поново постала веома топла.

## Флора и фауна
После масовног изумирања на граници Ордовицијума и Силура када је изумрло преко 60% дотадашњих врста, дошло је до брзог опоравка фауне маринских бескичмењака. Плитка и топла континентална мора су представљала гостољубиву средину за све маринске врсте. Таксони и екосистеми су и даље били слични онима из Ордовика, али приметан је много већи диверзитет врста.
Брахиоподе које су имале јак оклоп су биле најзаступљенијије врсте у овом периоду. Процењује се да су око 80% свих врста које су биле присутне у Силуру чиниле брахиоподе. Међу њима су најзаступљеније биле врсте рода Pentamerida, а бројне су биле и врсте родова Rhynchonellida, Athyridida и Atrypidida, као и остале врсте које су преживеле још из Ордовицијума.
У плитким и топлим морима у изобиљу су се могли наћи гребени које су градили различити корали (Tabulata и Rugosa), инвертебрати из групе Stromatoporoidea, бриозое и кречњачке алге. Око њих су се налазили трилобити, цефалоподе, гастроподе и бодљокошци. Трилобити који су достигли свој врхунац и Камбријуму и Ордовицијуму су сада били у постепеном опадању. Тринуклеиди (trinucleides) и асафиде (asaphides) већ крајем Ордовицијума су нестали док енкрините (encrinites) и илениде (illaenides) нису доживеле крај Силура. 
Развила се и богата фауна групе еurypterida (морске шкорпије) које су живеле у плитким морима. Неки представници ове групе су били дугачки и по неколико метара. Пијавице су се такође појавиле у овој периоди. Фауна заступљена брахиоподама (brachiopoda), бриозоама (bryozoa), мекушцима (mollusca), хедерелидама (hederellidae) и трилобитима (trilobites) је била богата и разноврсна. 
Планктонски граптолити су и даље остали веома чести и разноврсни. Најдоминантнији род је био Monograptus. Од осталих организама пелагијала присутни су били трилобити, ракови, рибе без вилица, цефалоподе, а касније су се појавиле и рибе са вилицом. Цефалоподе су могле да достигну и џиновске размере. 
Рибе без вилице су освојиле бактричне и слатке воде, као и морске шкорпије (еurypterida), ксифосуре (хiphosura) и шкорпије (scorpionida) које су тада вероватно већ биле полу водени организми . 
Крајем Силура се јављају прве рибе са вилицом и са коштаним скелетом (Osteichthyes). Ову групу су сачињавале Акантоде, које су биле прекривене коштаним крљуштима.
Маринске и слатководне рибе без вилица су током Силура достигле значајан диверзитет. Силур је прва периода у којој су пронађени макрофосили копнених биљака. Оне су биле заступљене у облику ливада од маховина дуж потока и река. Међутим копнена фауна није имала веће распрострањење и утицај на Земљу све док није дошло до повећања њене разноврсности у Девону. За флору Силура је битна појава првих васкуларних биљака (више биљке), које су имале развијене органе за ношење хране. Ове биљке су се појавиле у другој половини Силура и први представници су родови Коксонија (Cooksonia) и Барагванција (Baragwanathia). Следећа биљка која се појавила, а имала је ксилем и флоем је била веома разграната биљка из рода Psilophyton. Она није била диференцирана на корен, стабло и лист, репродуковала се спорама, дисала помоћу стома и вршила је фотосинтезу у свим ткивима која су била изложена светлости. Касније током Силура су се појавиле биљке из групе Rhyniophyta и Lycopodiopsida. Ни маховине ни првобитне васкуларне биљке нису имале дубоке коренове системе. Стене силура често имају браонкасте нијансе, које су вероватно резултат екстензивне ерозије раних земљишта.
Постоје докази о присуству предаторских пауколиких Trigonotarbida и стонога (myriapoda) у касном Силуру. Предаторски инвертебрати указују на постојање простих животиња којима су се они хранили. Враћањем уназад од раног Девона Ендру Џерм ({јез-енг|{Andrew Jeram}}) је 1990. године изнео хипотезу да се њихова исхрана заснивала на за сада још увек неоткривеним детритиворима и на микроорганизмима. Познато је да су средином Силура на копну постојале и нематоде, неке примитивне гљиве, а претпоставља се да су постојали и организми који су живели у земљишту .